# Internationale Cricket-Saison 1962/63
Die internationale Cricket-Saison 1962/63 fand zwischen November 1962 und März 1963 statt. Als Wintersaison wurden vorwiegend Heimspiele der Mannschaften aus Südasien, der Karibik und Ozeanien ausgetragen.

## Überblick

### Internationale Touren
| Beginn            | Heimteam   | Auswärtsteam | Resultate | Artikel |
| Beginn            | Heimteam   | Auswärtsteam | Test      | Artikel |
| ----------------- | ---------- | ------------ | --------- | ------- |
| 30. November 1962 | Australien | England      | 1–1 [5]   | Artikel |
| 10. Januar 1963   | Neuseeland | England      | 0–3 [3]   | Artikel |

## Nationale Meisterschaften
Aufgeführt sind die nationalen Meisterschaften der Full Member des ICC.
| Land                  | First-Class                 |
| --------------------- | --------------------------- |
| Australien            | Sheffield Shield 1962/63    |
| Indien                | Ranji Trophy 1962/63        |
| Duleep Trophy 1962/63 |                             |
| Irani Cup 1962/63     |                             |
| Neuseeland            | Plunket Shield 1962/63      |
| Pakistan              | Quaid-e-Azam Trophy 1962/63 |
| Ayub Trophy 1962/63   |                             |
| Südafrika             | Currie Cup 1962/63          |